# Autobahnring Shanghai
Der Autobahnring von Shanghai (chinesisch 上海绕城高速公路, Pinyin Shànghǎi ràochéng gāosù gōnglù, englisch Shanghai Ring Expressway), chin. Abk. G1503, ist ein lokaler Autobahnring rund um die Regierungsunmittelbare Stadt Shanghai. Er weist eine Länge von 189 km auf. Zahlreiche Autobahnen und Schnellstraßen aus dem Zentrum der Wirtschaftsmetropole kreuzen die G1503, darunter die Autobahnen nach Peking (G2), nach Nanjing (G42), nach Hangzhou (G60) und nach Ningbo (G15 und G92).